# Pointe de Givet

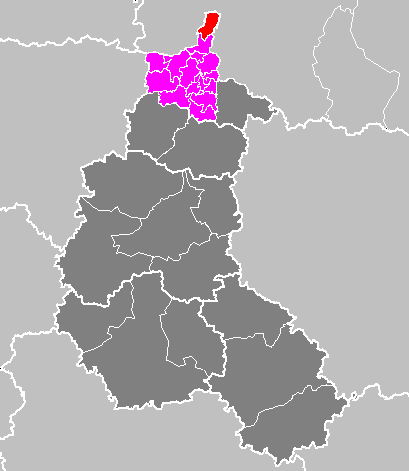
Canton de Givet (en rouge) au nord de l'arrondissement de Charleville-Mézières (en rose).

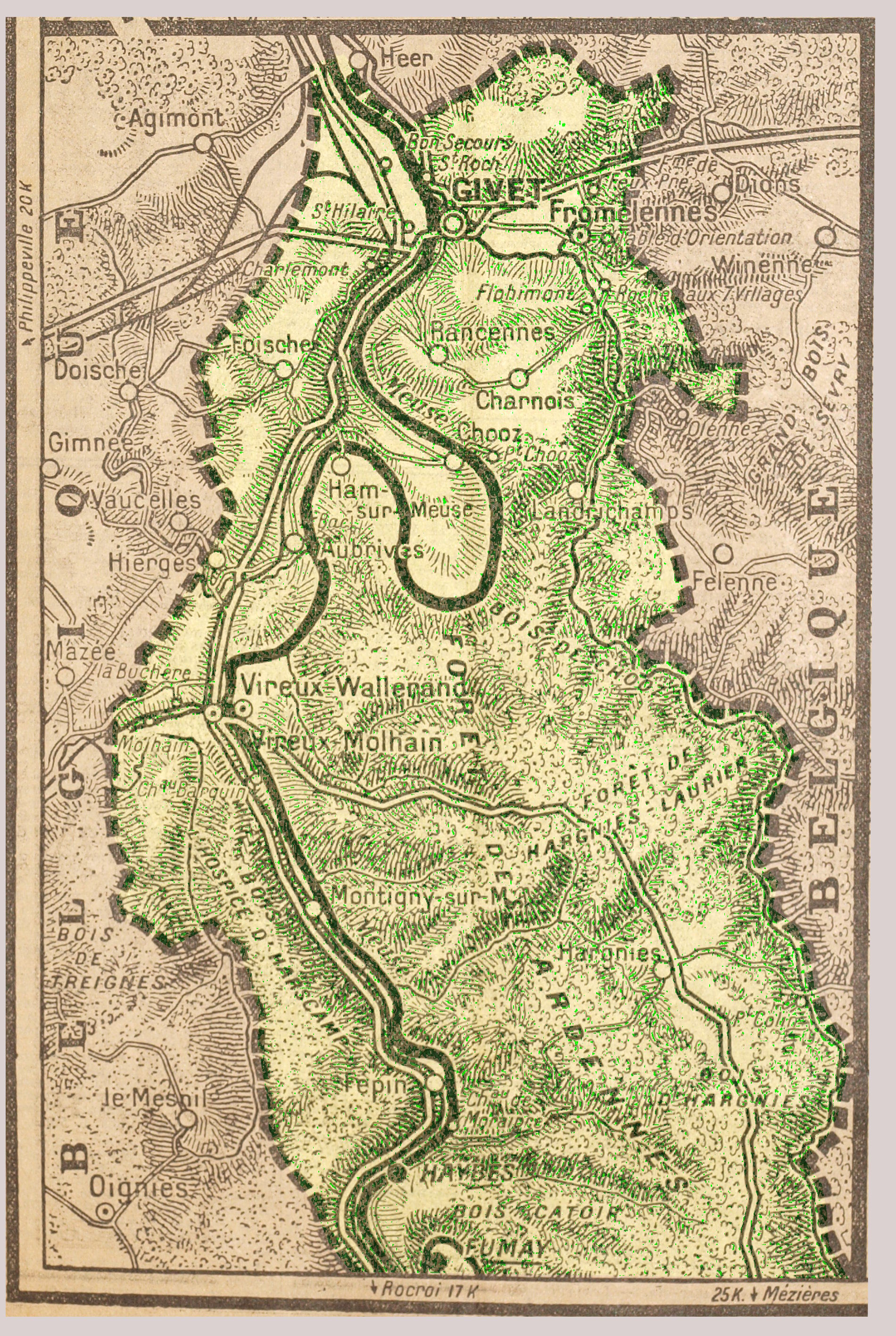
La pointe de Givet représentée sur une carte de mai 1940.

La pointe de Givet, ou pointe des Ardennes, parfois nommée botte ou doigt de Givet, constitue l'extrémité nord du département des Ardennes, en région Grand Est (ancienne région Champagne-Ardenne), au nord-est de la France.
Ce petit territoire d'environ 25 km de long sur 10 de large forme une bande qui s'enfonce profondément en Ardenne belge, en suivant la Meuse. Les principales villes de la pointe de Givet sont Revin, Fumay et Givet.

## Identité
Elle s'est forgée autour de particularités géographiques mais aussi historiques et linguistiques : cette vallée encaissée a longtemps été sous la souveraineté de la principauté de Liège et faisait partie de son diocèse. On y parle traditionnellement le wallon et non pas le dialecte ardennais de la langue champenoise.
L'histoire de l'époque moderne et la situation géographique attachent Revin à la pointe de Givet.
En fonction du contexte, la situation économique et industrielle et l'organisation administrative de la France conduisent à considérer la pointe de Givet comme le territoire couvert par la communauté de communes Ardenne-Rives-de-Meuse.

## Géographie
La pointe de Givet se situe sur la bordure occidentale du massif ardennais, dans la région naturelle de l'Ardenne.
C'est un territoire d'environ 250 km2 en forme de pointe s'enfonçant dans la Belgique et constituant la partie la plus septentrionale du département français des Ardennes. Il correspond à la vallée de la Meuse ayant creusé un profond sillon dans le plateau ardennais. 
Limité au nord par le Condroz, il s'insère entre la Fagne à l'ouest et la Famenne à l'est en traversant la Calestienne. Au nord de la pointe de Givet s'étend le Condroz. La richesse de la flore et de la faune de la région a permis le classement de la région en zone de protection spéciale, dans le cadre du réseau Natura 2000.
Le choix de l'emplacement de la centrale nucléaire de Chooz a été officiellement motivé par la présence de la Meuse, comme réservoir d'eau de refroidissement. On peut cependant observer qu'une grande partie de la zone située autour de la centrale n'est pas en territoire français. Des accords de coopération entre les gouvernements belge et français ont été conclus concernant la gestion de la centrale.

## Géologie et paléontologie
La pointe de Givet est située dans la bordure sud du synclinorium de Dinant,.

## Faune et flore
La pointe de Givet est reconnue pour la richesse de sa flore et de sa faune. Elle fait l'objet d'un classement Zone de Protection Spéciale par le réseau Natura 2000 dans sa quasi-totalité. 
Recouverte à 80 % de forêts implantées sur un relief accidenté et sillonné par des vallées encaissées (Meuse, Semoy, Houille), la pointe de Givet abrite une grande variété de milieux :
- zones humides : fleuve, rivières, étangs, ruisseaux, rives, mares, marais, tourbières, forêts et prairies humides ;
- une large gamme de stations forestières et d'essences, forêts riveraines, forêts acidophiles, buxaies, hêtraies, chênaies ;
- haies, broussailles, talus, pâtures, prairies sèches, lande ;
- falaises, grottes, rocailles et roches affleurantes.

C'est une aire de nichage, de reproduction, d'hivernage ou une étape migratoire pour de nombreux oiseaux dont une grande partie est concernée par une mesure de conservation ou est menacée.

### Sites remarquables
- Réserve naturelle nationale de la pointe de Givet et alentours : pelouses sèches, landes, rocailles et buxaies (forêt de buis) abritent de nombreuses espèces remarquables (reptiles, oiseaux, chauves-souris, papillons, flore remarquable)[5],[6].
- Tourbières entre Les Hautes-Rivières et Hargnies : flore et faune de grand intérêt dont castor européen et Dactylorhiza sphagnicola[7].
- Forêts de la vallée de la Semoy : forêts acidophile, forêts sur éboulis, roches avec végétation acidophile, forêt riveraines et végétation submergée à grand intérêt botanique et ornithologique[8].
- Vallée boisée de la Houille : site très accidenté abritant des groupements forestiers rares[9].

## Culture

Région de langue wallonne

En tant que partie de la Wallonie française, la pointe de Givet a constitué avant 1914 l'un des trois territoires de langue wallonne situés hors de la Wallonie « belge », avec la Wallonie grand-ducale (qui s'est presque éteinte et ne comporte que Doncols et Sonlez) et la Wallonie prussienne (ou Wallonie malmédienne). 
Jules Michelet a écrit dans son Histoire de France qu'il était de ce pays par sa mère (de Revin exactement), et qu'il y trouve dans la description de la Wallonie qu'il insère dans cette histoire un « intérêt de famille ». Dans la préface à cette Histoire écrite après coup, en 1871, il écrit à propos de Dinant et de Liège : « Ces pauvres Frances perdues dans les Ardennes entre des peuples hostiles et des langues opposées, m'émouvaient fort. »
On est ici dans le pays d'André Dhôtel, de Rimbaud, et également d'Arthur Masson, de Jean-Claude Pirotte, des Quatre fils Aymon, de Michelet déjà cité, de Méhul (que Michelet considère comme wallon, en raison de son obstination à définir la Wallonie par la musique).

## Économie
- Centrale nucléaire de Chooz